# Cătălin Cîrjan
Cătălin Ionuț Cîrjan (ur. 1 grudnia 2002 w Domnești) – rumuński piłkarz występujący na pozycji pomocnika w reprezentacji Rumunii do lat 21. Wychowanek Arsenalu, grał także w Rapidzie Bukareszt.